# Mogera tokudae
Mogera tokudae är en däggdjursart som beskrevs av Kuroda 1940. Mogera tokudae ingår i släktet Mogera och familjen mullvadsdjur. IUCN kategoriserar arten globalt som nära hotad.
Detta mullvadsdjur är endemisk för den japanska ön Sado väster om Honshū. Arten förekommer där i nästan alla habitat, bland annat ängar, skogar, buskskogar och jordbruksmark.

## Underarter
Arten delas in i följande underarter:
- M. t. etigo
- M. t. tokudae